# Ryan Anderson (ciclista)
Ryan Anderson (Spruce Grove, Alberta, 22 de julho de 1987) é um ciclista canadiano que foi profissional entre 2008 e 2020.

## Trajectória
Em 2007 foi segundo no Campeonato canadiano de estrada sub-23 e ao ano seguinte passou ao profissionalismo na equipa Symmetrics Cycling Team onde foi 3.º na prova Devo Spring Classic de categoria .NE (National Event).
Com o desaparecimento da equipa em 2008 alinhou pelo estadounidense Kelly Benefit Strategies para a temporada de 2009 onde conseguiu vencer na concorrência canadiana Tour de Delta, também de categoria .NE. Em seu país foi segundo no Campeonato Canadiano na modalidade contrarrelógio sub-23.
Primeiro na 2.ª etapa do Tour de Luzón (NE) e 4.º na classificação geral da Volta do Uruguai foram os lucros mais destacados que conseguiu em 2010.
Para a temporada de 2011, uniu-se à equipa canadiana SpiderTech powered by C10. Leste desapareceu no final de 2012 e alinhou pela equipa chinesa Champion System.
Em 2020 pôs fim à sua carreira desportiva depois de treze anos como profissional.

## Palmarés
- 2013
  - 2.º no Campeonato do Canadá em Estrada 
  - 3.º no UCI America Tour

- 2015
  - 1 etapa do Grande Prémio do Guadiana
  - 2.º no Campeonato do Canadá em Estrada

## Resultados em Grandes Voltas e Campeonatos do Mundo
| Corrida            | Corrida            | 2008 | 2009 | 2010 | 2011 | 2012 | 2013 | 2014 | 2015 | 2016  | 2017 | 2018 | 2019 | 2020 |
| ------------------ | ------------------ | ---- | ---- | ---- | ---- | ---- | ---- | ---- | ---- | ----- | ---- | ---- | ---- | ---- |
|                    | Giro d'Italia      | —    | —    | —    | —    | —    | —    | —    | —    | —     | —    | —    | —    | —    |
|                    | Tour de France     | —    | —    | —    | —    | —    | —    | —    | —    | —     | —    | —    | —    | —    |
|                    | Volta a Espanha    | —    | —    | —    | —    | —    | —    | —    | —    | 136.º | —    | —    | —    | —    |
| Mundial em Estrada | Mundial em Estrada | —    | —    | —    | —    | —    | —    | Ab.  | 93.º | Ab.   | —    | —    | —    | —    |

—: não participa

Ab.: abandono